# Calamobius filum
Calamobius filum är en skalbaggsart som först beskrevs av Rossi 1790.  Calamobius filum ingår i släktet Calamobius och familjen långhorningar.
Artens utbredningsområde är:
- Corsica.
- Frankrike.
- Iran.
- Portugal.
- Ukraina.

Inga underarter finns listade.

## Bildgalleri

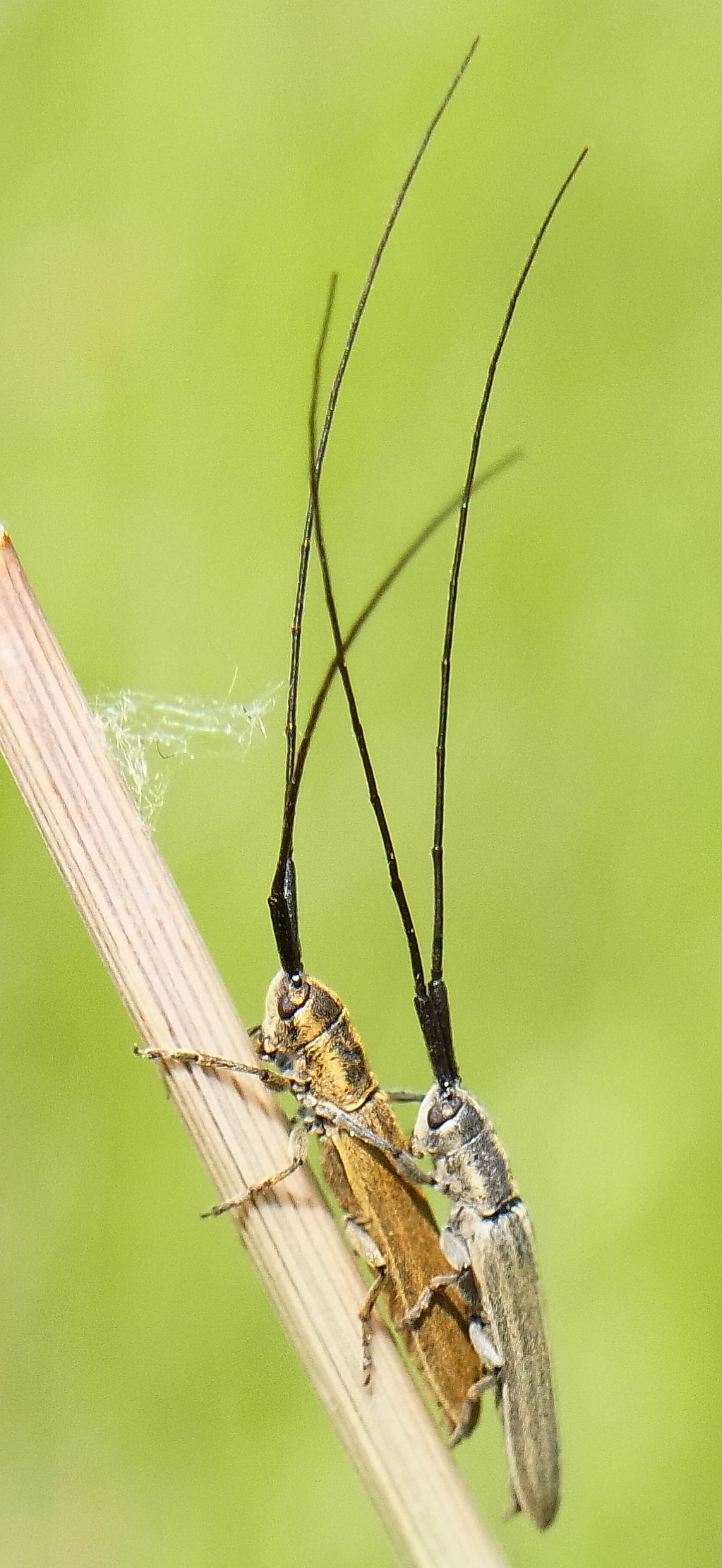
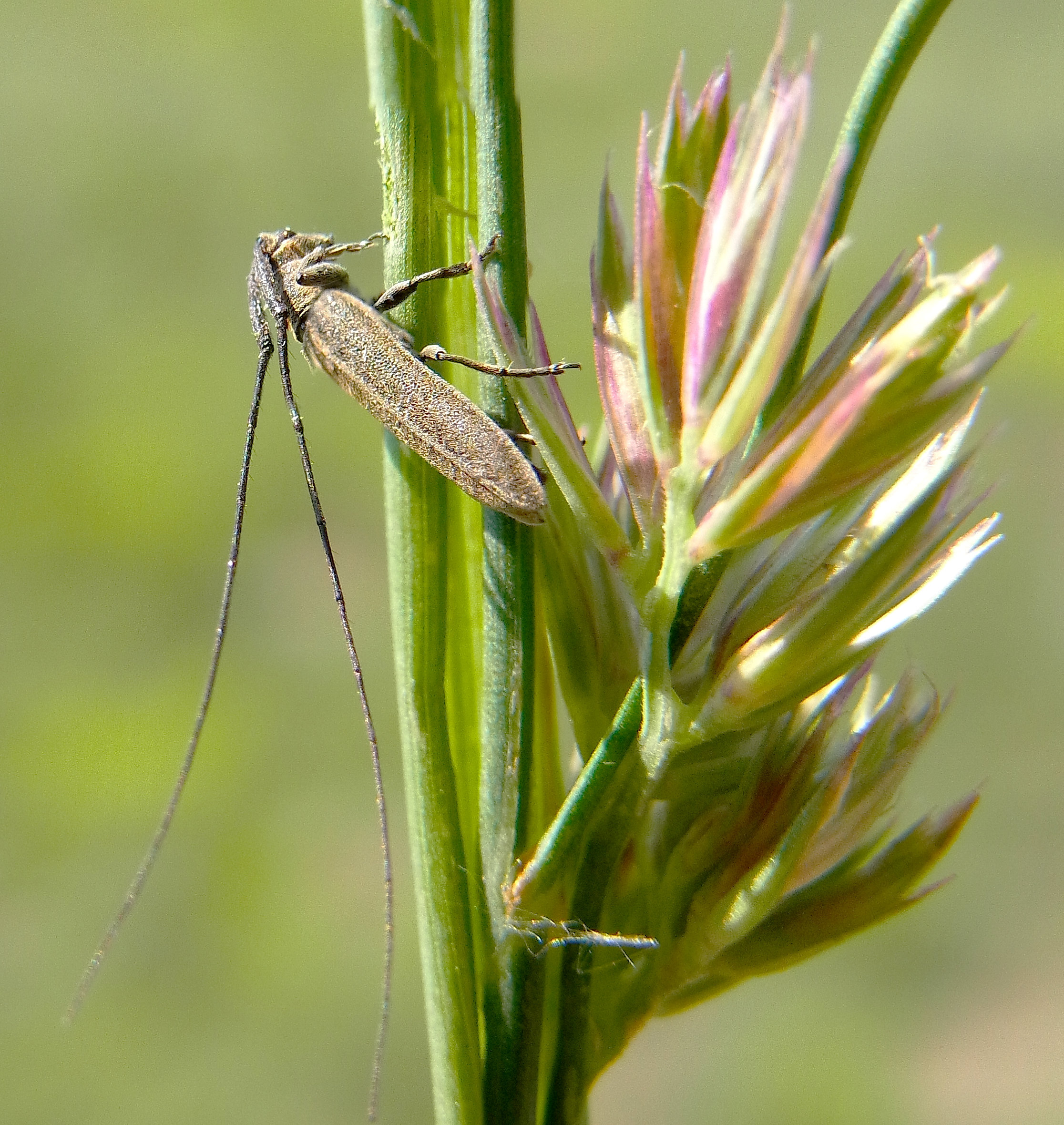
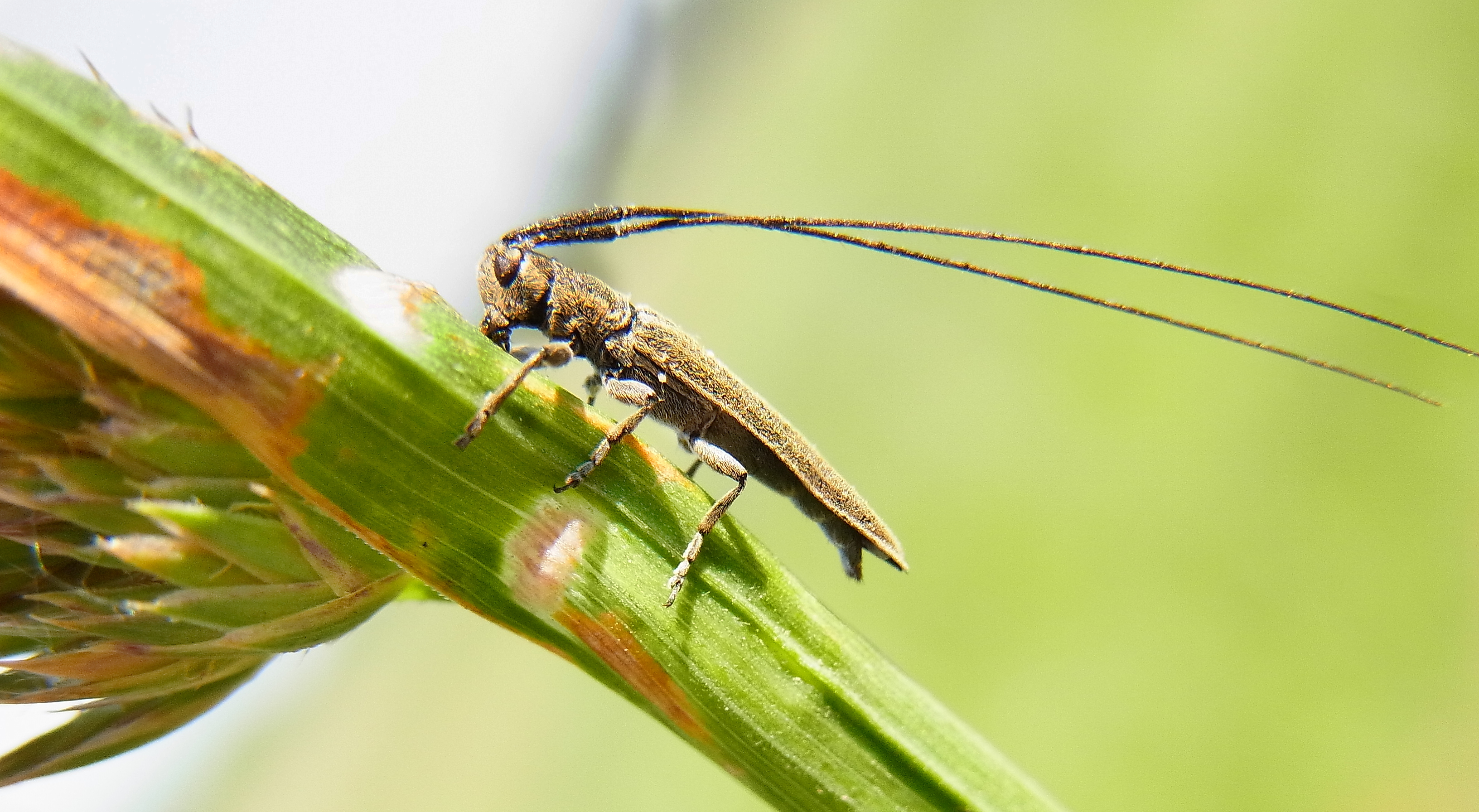
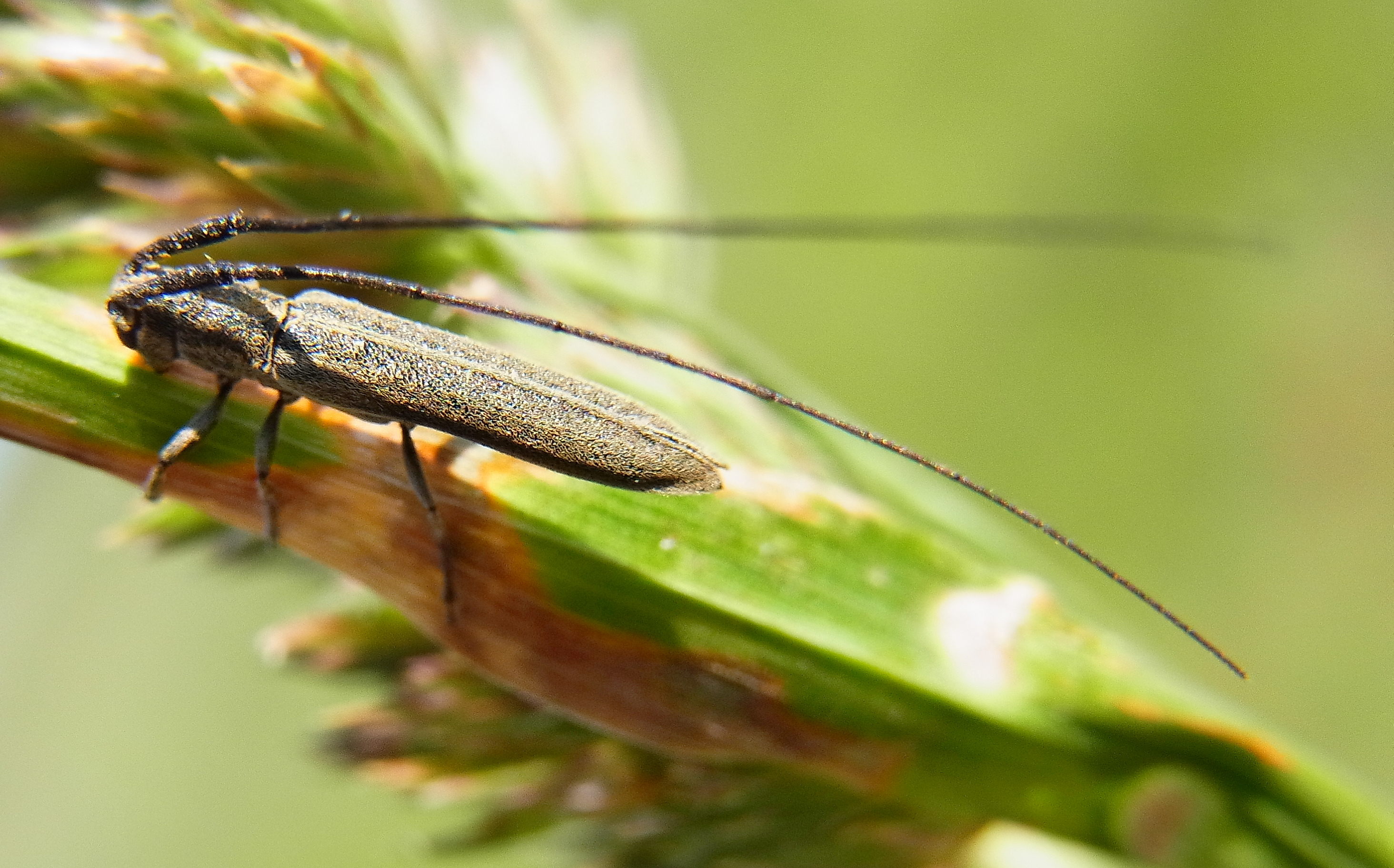
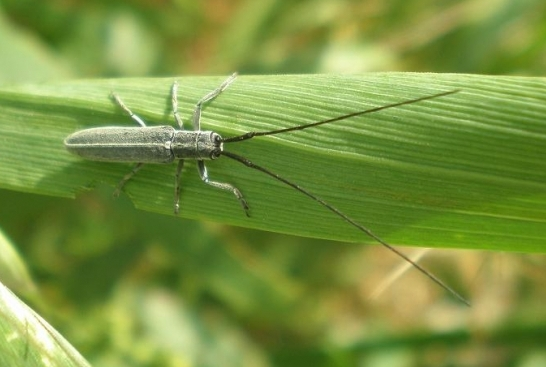